# Dorymyrmex grandulus
Dorymyrmex grandulus es una especie de hormiga del género Dorymyrmex, subfamilia Dolichoderinae. Fue descrita científicamente por Forel en 1922.
Se distribuye por los Estados Unidos. Se ha encontrado a elevaciones de hasta 50 metros. Vive en microhábitats como nidos y el forraje.